# Chrysler Airflow
Chrysler Airflow är en personbil, tillverkad av den amerikanska biltillverkaren Chrysler Corporation mellan 1934 och 1937.

## Chrysler Airflow
Carl Breer hade varit med och tagit fram den första Chrysler-bilen och jobbade sedan med utveckling av nya modeller. I slutet av 1920-talet började han intressera sig för aerodynamik. Hans arbete resulterade i Chrysler Airflow, som introducerades i januari 1934. Airflow-modellen blev USA:s första serieproducerade strömlinjeformade bil, men bilen var mer nydanande än så. Karossen var uppbyggd runt ett antal stålprofiler klädda med plåtar, som en modern självbärande kaross. Helt självbärande var den dock inte, utan Airflow-modellen hade en enkel, lätt separat ram. För att uppnå den ideala droppformen med ett avsmalnande bakparti flyttades fram- och baksäte framåt i bilen. Därigenom hamnade alla passagerare mellan hjulaxlarna, till skillnad från andra dåtida bilar som hade baksätet placerat ovanför bakaxeln. Tillsammans med ovanligt långa och mjuka bladfjädrar gav detta en mycket bekväm åkkomfort. När passagerarutrymmet flyttades framåt flyttades även motorn, så att den hamnade ovanför framaxeln istället för bakom den, som på andra dåtida bilar. Under våren 1934 fick växellådan en överväxel, vilket tillsammans med det låga luftmotståndet gav både högre toppfart och lägre bränsleförbrukning.
Taket var täckt av pegamoid, eftersom man saknade pressar för att tillverka ett helt ståltak. På sedan-modellerna stördes bakpartiets strömlinjeform av ett utanpåliggande reservdäck.
Trots alla nymodigheter nådde försäljningen aldrig upp till Chryslers förväntningar. Sedan den inledande uppmärksamheten lagt sig sjönk efterfrågan. En orsak till detta kan vara strömlinjeformen. Airflow-modellen liknade ingen annan bil på marknaden. Den framflyttade motorn täcktes av en kort motorhuv, detta vid en tid då längden på motorhuven var direkt proportionell mot bilens prestige. Längst fram fanns normalt en upprättstående, kromglänsande kylarmaskering. Airflow-modellens huv kröntes av aerodynamiskt rundad kylargrill som närmast liknade ett vattenfall. Interiören var rikt utrustad med detaljer i rådande art deco-stil och stötfångarna bestod av tre horisontella, kromade stänger. Chrysler byggde 8 389 Airflow-bilar av 1934 års modell, att jämföra med 25 252 st av den sexcylindriga Airstream som fått behålla sin konventionella formgivning.
Till 1935 försökte Chrysler anpassa bilen till kundernas smak med en mer traditionell kylarmask och mer ändamålsenliga stötfångare i ett stycke. Tillverkningen sjönk ändå till 4 996 bilar.
1936 års modell fick helt ståltak och ett utbyggt bagageutrymme, med inflyttat reservhjul. Tillverkningen nådde ett bottenresultat med endast 1 700 bilar.
1937 blev sista årsmodellen. Bilen var egentligen en Imperial, med dess hjulbas på 128 tum. Chrysler bytte åter kylarmask och de sista resterna av art deco hade rensats bort. Detta sista år ökade tillverkningen till 4 600 bilar. 
Motor:
| Modell | Årsmodell | Motor             | Cylindervolym | Effekt     | Bränslesystem   |
| ------ | --------- | ----------------- | ------------- | ---------- | --------------- |
| CU     | 1934      | 8-cyl radmotor sv | 4895 cm³      | 122 hk     | Enkel förgasare |
| C1     | 1935-36   | 8-cyl radmotor sv | 5302 cm³      | 115/120 hk | Enkel förgasare |
| C14    | 1937      | 8-cyl radmotor sv | 4487 cm³      | 110/115 hk | Enkel förgasare |

## Chrysler Imperial Airflow
Under 1930-talets första år hade Chryslers förnämsta modell Imperial varit en allvarlig konkurrent till Cadillacs och Packards minsta modeller, inte minst på grund av Imperial-modellens klassiska, eleganta karosser. Detta förändrades helt till 1934, när Imperial bytte till Airflow-kaross. Chrysler Imperial Airflow tillverkades i tre olika modeller med olika hjulbas: CV-modellen, med 128 tums hjulbas delade karosser med Chrysler Airflow och den längre hjulbasen upptogs av en längre motorhuv. CX-modellen byggde på 137,5 tums hjulbas och den största CW-modellen hade hela 146 tums hjulbas. De två största modellerna kallades Custom Imperial och de sju- respektive åttasitsiga karosserna tillverkades av karossbyggaren LeBaron, som just blivit ett dotterbolag till Chrysler Corporation. Den stora CW-modellen var den största bil som byggts av Chrysler. Den hade en rak åtta på 385 cui med niolagrad vevaxel och var den första amerikanska bil som hade hel, välvd vindruta, där de mindre Airflow-bilarna hade tvådelad ruta.
1934 års Imperial-bilar hade samma vattenfalls-grill som den mindre Chryslern. Airflow-modellens formgivning var extra svårsmält för konservativa lyxbilskunder och tillverkningen stannade på 2 450 bilar, varav endast 173 st Custom Imperial. Året innan hade Chrysler sålt 3 989 Imperial-bilar under ett av den stora depressionens allra värsta år.
Till 1935 fick Imperial samma hela stötfångare och traditionella kylargrill som övriga Airflow-modeller. Köpare till Custom Imperial av 1934 års modell erbjöds en ombyggnad till den nya grillen och de flesta kunder lät utföra den modifieringen. Det här var sista året som den största CW-modellen fanns kvar på det officiella programmet, men ett litet antal bilar såldes även under 1936 och 1937. Tillverkningen under 1935 ökade något till 2 755 bilar, varav 157 st Custom Imperial..
Sista året för Imperial Airflow var 1936. Bilarna fick samma utbyggda bagageutrymme som de mindre modellerna. Tillverkningen ökade betydligt detta sista år till 4 575 bilar, varav 75 st Custom Imperial.
Motor:
| Modell | Årsmodell | Motor             | Cylindervolym | Effekt     | Bränslesystem     |
| ------ | --------- | ----------------- | ------------- | ---------- | ----------------- |
| CV, CX | 1934-36   | 8-cyl radmotor sv | 5302 cm³      | 130/138 hk | Tvåportsförgasare |
| CW     | 1934-36   | 8-cyl radmotor sv | 6306 cm³      | 150 hk     | Tvåportsförgasare |

## Desoto Airflow
Även Desoto bytte till Airflow-kaross 1934. Karossen delades med Chrysler Airflow, men eftersom Desoto hade en kortare sexcylindrig motor hade den även en kortare hjulbas på 115 tum. Desoto drabbades extra hårt av kundernas dom mot modellen eftersom man, till skillnad mot Chrysler, inte kunde erbjuda något karossalternativ. Tillverkningen halverades nästan jämfört med föregående år, från 22 736 bilar 1933 till 13 940 bilar 1934. Detta trots att depressionen var på väg att släppa sitt grepp och konkurrenterna tvärtom visade ökande försäljningssiffror.
Desoto fortsatte att erbjuda sin Airflow-modell under 1935 och 1936, uppdaterad på samma sätt som motsvarande Chrysler, men man erbjöd även en mer konventionell kaross som stod för huvuddelen av försäljningen. Tillverkningen uppgick till 6 797 Airflow-bilar 1935 och jämna 5 000 det sista året 1936.
Motor:
| Modell | Årsmodell | Motor             | Cylindervolym | Effekt | Bränslesystem   |
| ------ | --------- | ----------------- | ------------- | ------ | --------------- |
|        | 1934-36   | 6-cyl radmotor sv | 3957 cm³      | 100 hk | Enkel förgasare |

## Bilder

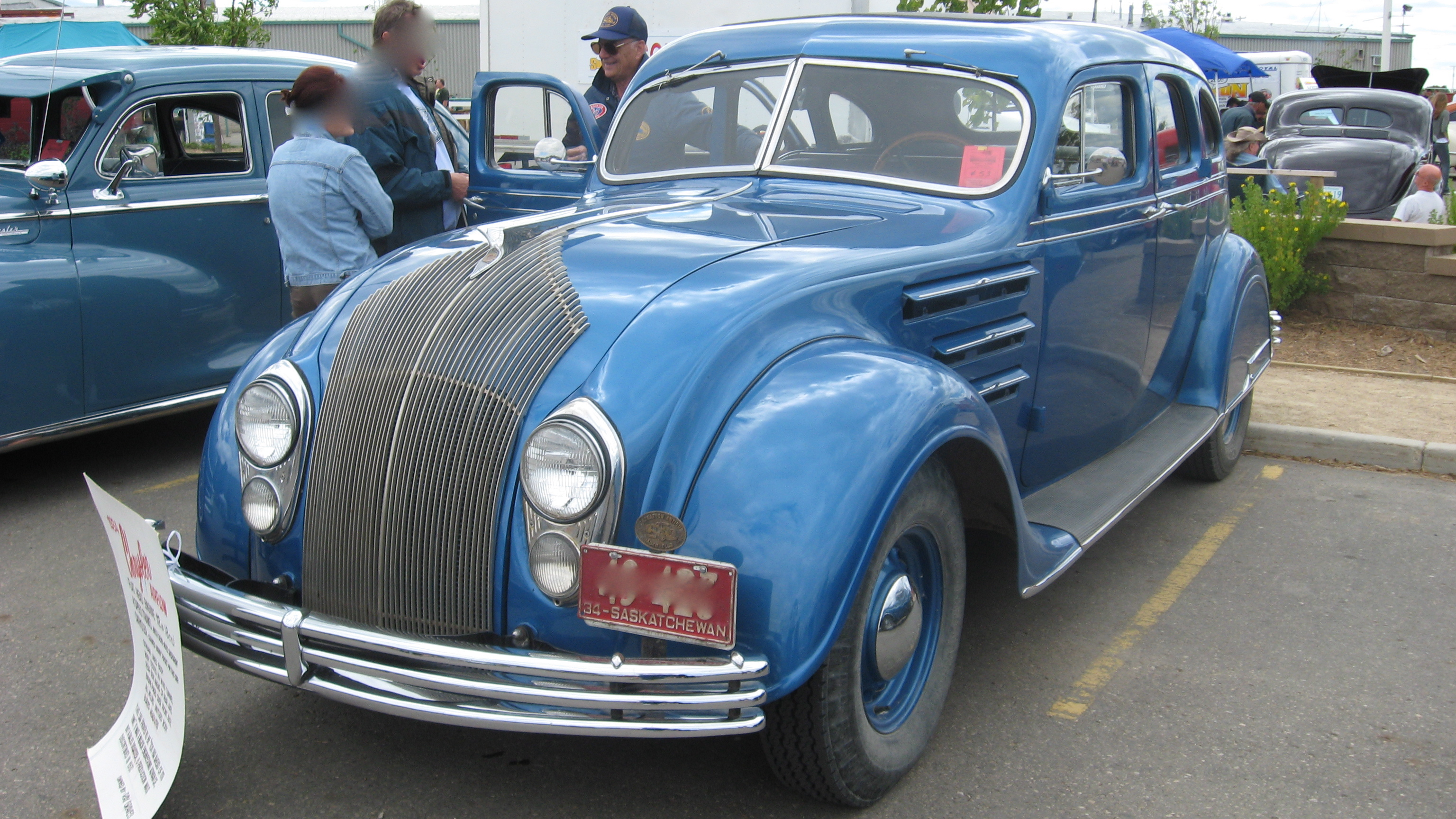
Den kontroversiella kylarmaskeringen från 1934 byttes snart mot en mer konventionell.
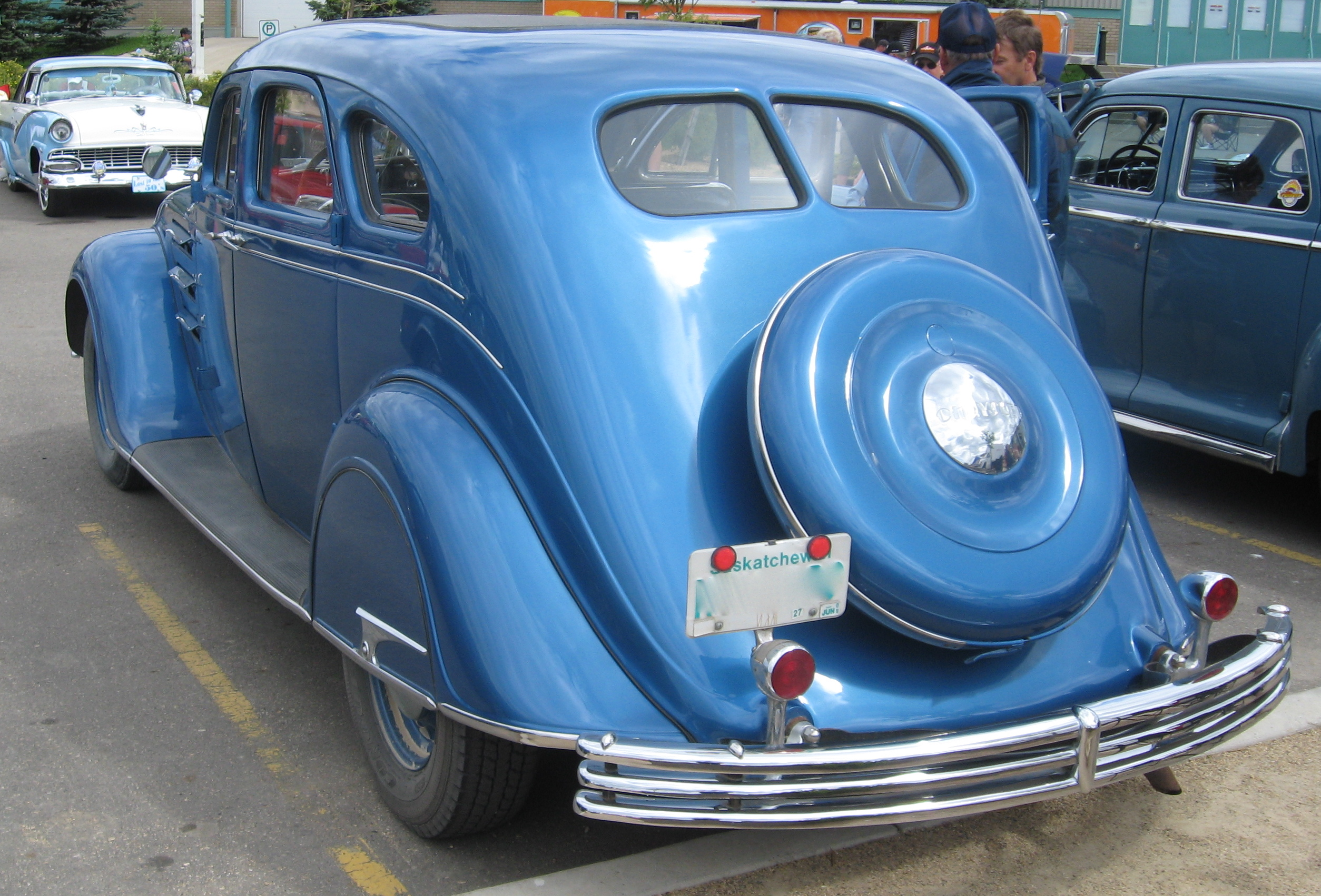
Reservdäcket längst bak sticker ut och stör de strömlinjeformade linjerna.